# Décès en 501
 (janvier 2023).
Décès
- 497
- 498
- 499
- 500
- 501
- 502
- 503
- 504
- 505

Cette page dresse une liste de personnalités mortes au cours de l'année 501 :
- Avril : Rustique de Lyon, évêque de Lyon.
- 31 décembre : Xiao Baojuan, empereur de la dynastie Qi du Sud.

Date imprécise : 
- B'utz Aj Sak Chiik : roi de la cité Maya de Palenque.